# Roberto Gervaso
Roberto Gervaso (9 de julio de 1937 - 2 de junio de 2020) fue un escritor y periodista italiano. Ganó el Premio Bancarella dos veces: por L'Italia dei Comuni en 1967 y por Cagliostro en 1973.
Gervaso nació en Turín donde creció. Comenzó a trabajar como editor y redactor en el Corriere della Sera en 1960. Posteriormente se mudó a Roma, donde se convirtió en periodista independiente y columnista, contribuyendo a Il Mattino, Il Messaggero y Il Giornale.
A finales de la década de 1960, Gervaso coescribió con su mentor y ex editor del Corriere, Indro Montanelli, seis de los nueve volúmenes de la Historia de Italia. A mediados de la década de 1970 trabajó como locutor y presentador de televisión en RAI y Canale 5.
Murió el 2 de junio de 2020 en Milán, a la edad de 82 años, después de una batalla que duró veinte años contra un cáncer de próstata. Inicialmente, su cuerpo fue enterrado en el cementerio municipal de Sacrofano, un lugar donde vivió durante muchos años; En junio de 2021, sus cenizas fueron trasladadas al Vittoriale degli italiani a Gardone Riviera.

## Obras seleccionadas
- Italia en los Siglos de Oro (con Indro Montanelli), Regnery Publishing, Washington DC, 1967
- Cagliostro: Una biografía, Victor Gollancz Ltd, Londres, 1974
- Claretta: La mujer que murió por Mussolini, Summerstown Books, Londres, 2002